# Zhang Linpeng
Zhang Linpeng (chiń. 张琳芃; ur. 9 maja 1989 w Jinan) – chiński piłkarz występujący na pozycji obrońcy. Zawodnik klubu Guangzhou Evergrande.

## Kariera klubowa
Zhang zawodową karierę rozpoczynał w 2008 w zespole Shanghai Dongya z China League One (II liga). W debiutanckim sezonie 2008 w tych rozgrywkach wystąpił 19 razy. W Shanghai Dongya spędził 3 sezony.
W listopadzie 2010 został sprzedany do zespołu Guangzhou Evergrande z Chinese Super League za 12 000 000 ¥. W Guangzhou Evergrande debiutował 2 kwietnia 2011 przeciwko Dalian Shide, wygrywając 1-0.

## Kariera reprezentacyjna
W reprezentacji Chin Zhang zadebiutował 30 grudnia 2009 w zremisowanym 2:2 towarzyskim meczu z Jordanią, w którym strzelił także gola. W 2010 zdobył z kadrą Puchar Azji Wschodniej. W 2011 został powołany do drużyny narodowej na Puchar Azji.

## Sukcesy
- Shanghai East Asia
  - China League Two: 2007
- Guangzhou Evergrande
  - Chinese Super League: 2011, 2012
  - Chinese FA Cup: 2012
  - Chinese FA Super Cup: 2012
- Reprezentacja Chin
  - Puchar Azji Wschodniej w piłce nożnej: 2010